# 屯門善慶洞

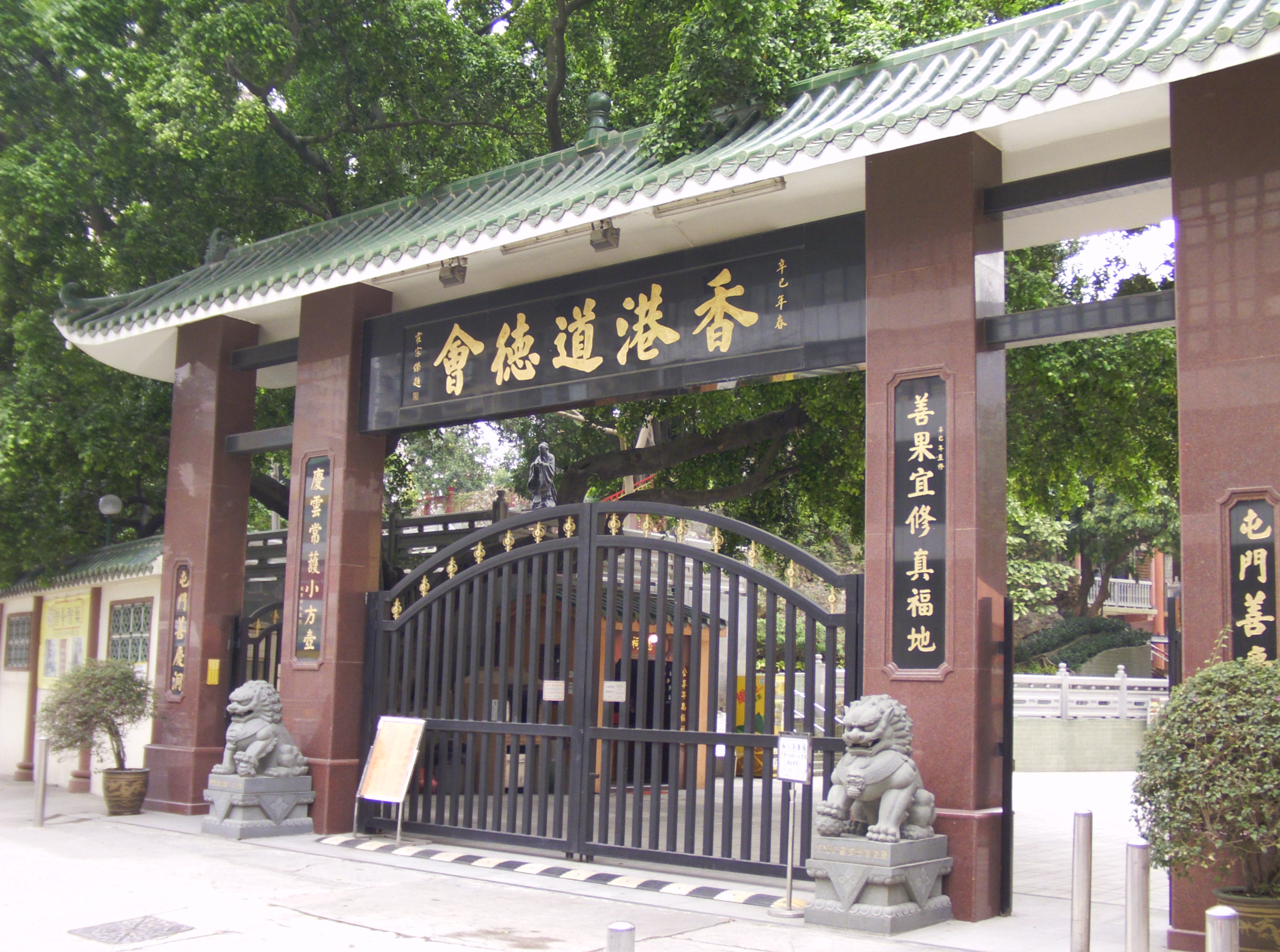
屯門善慶洞的山門

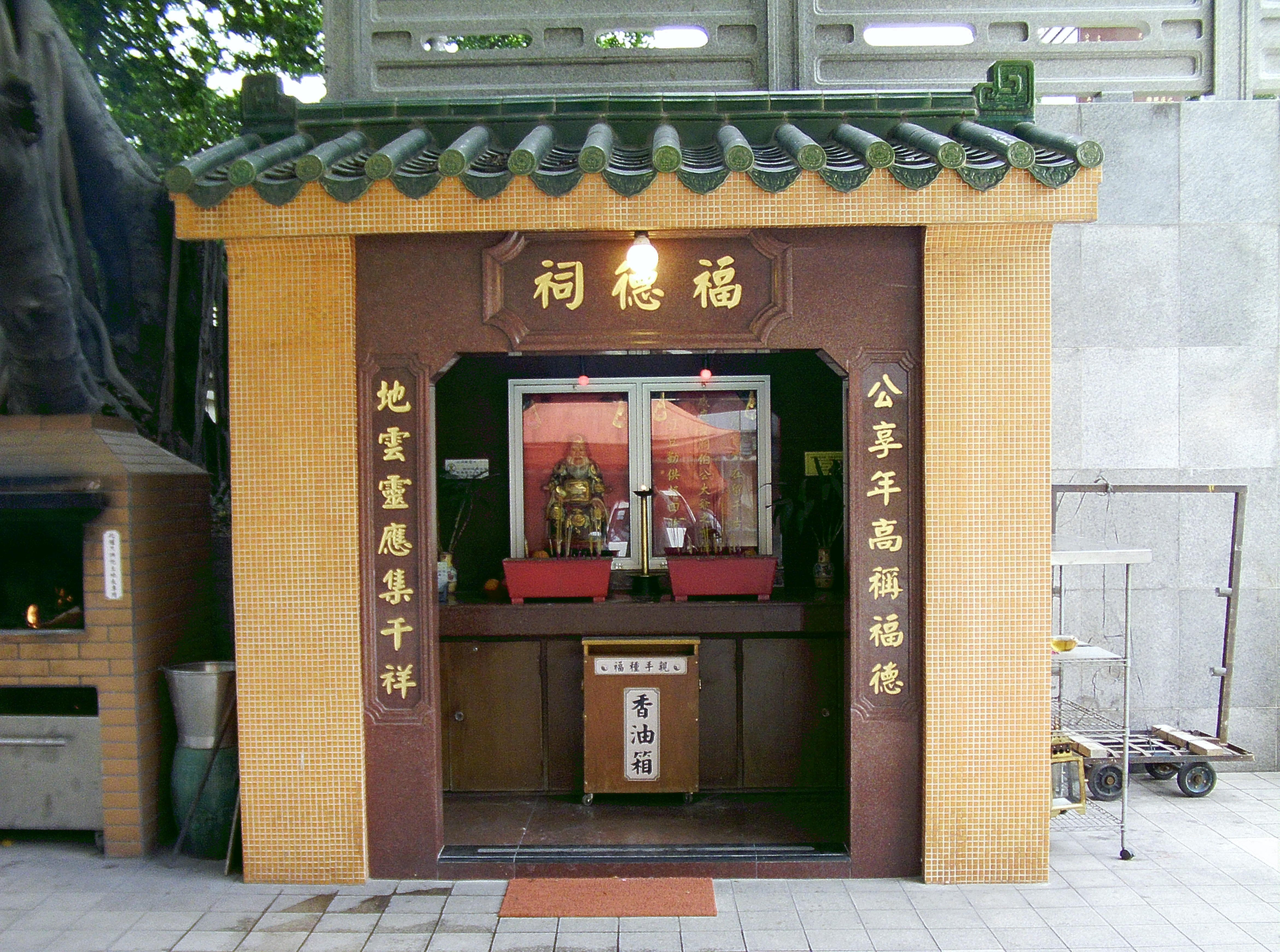
屯門善慶洞的福德祠

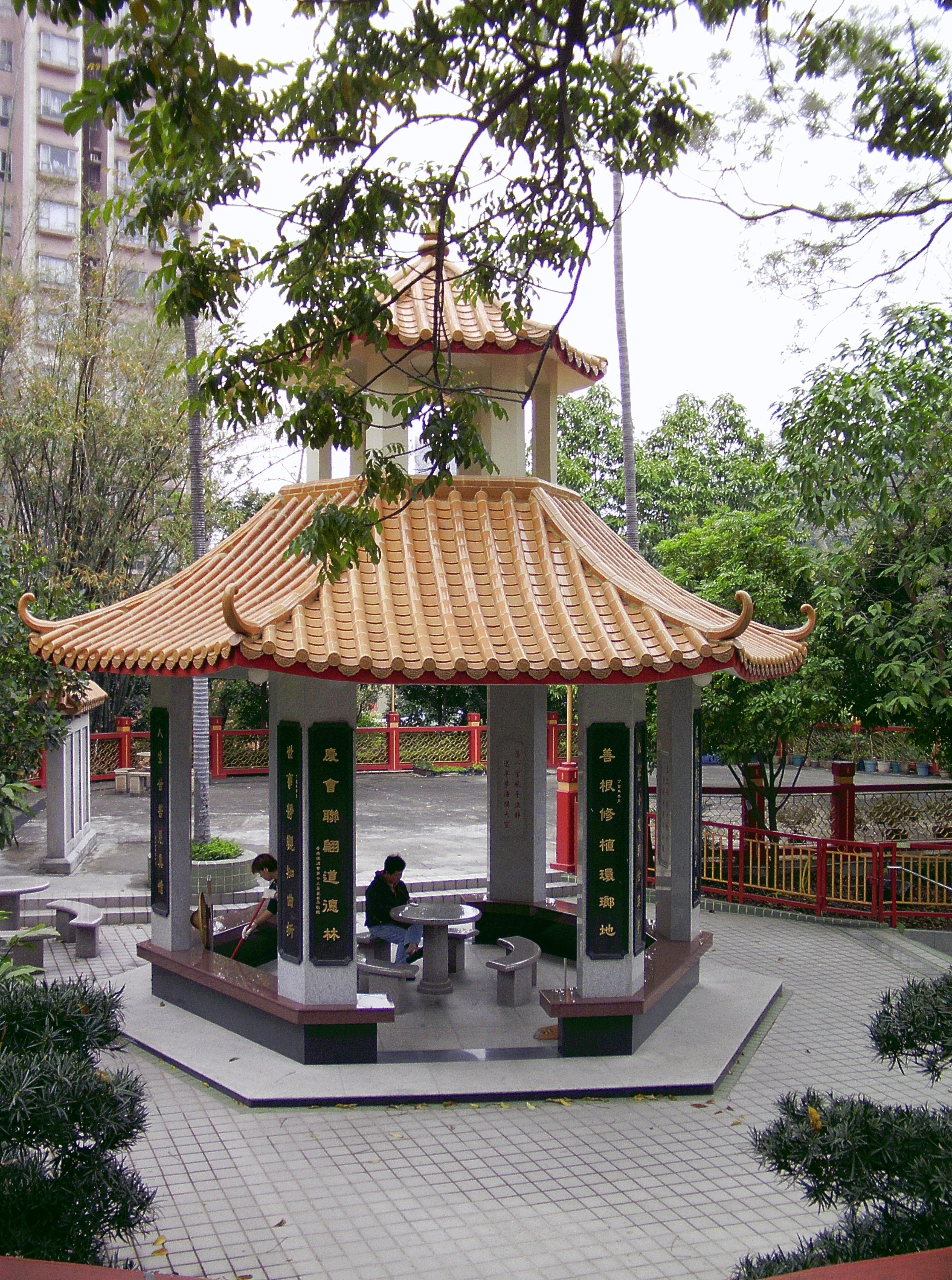
屯門善慶洞的善慶亭

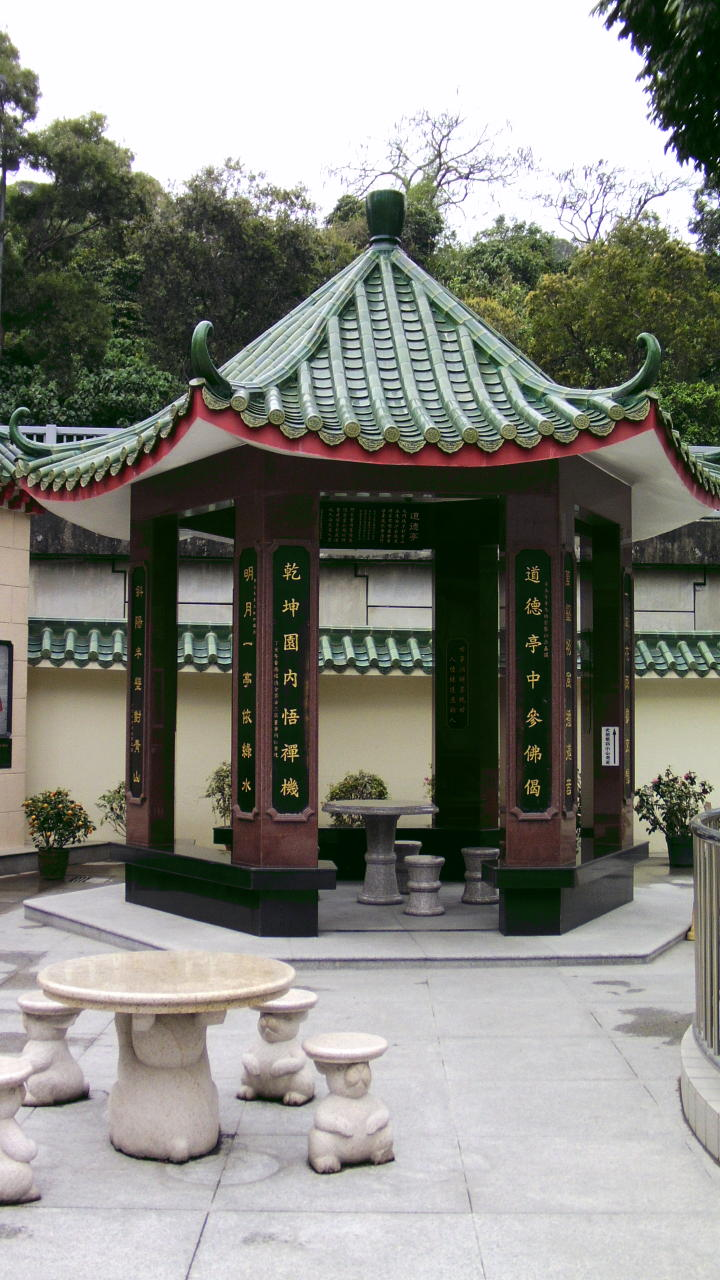
屯門善慶洞的道德亭

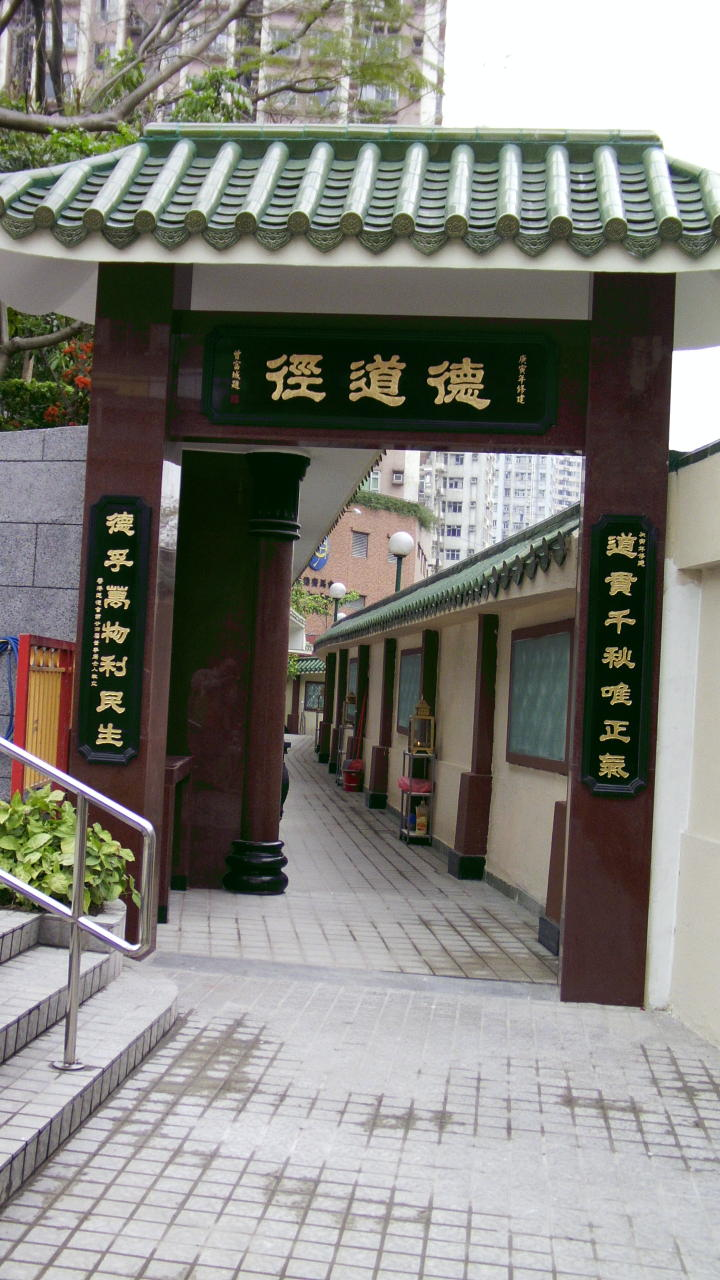
屯門善慶洞的道德徑

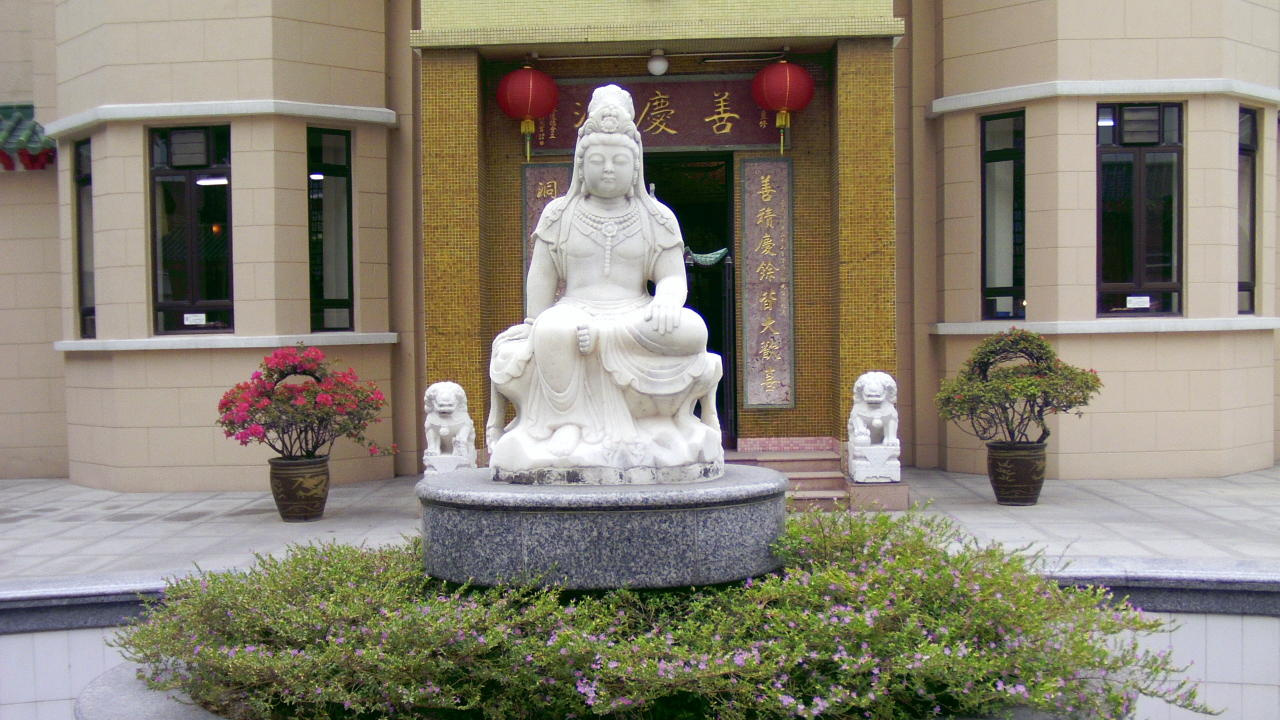
屯門善慶洞供奉的觀世音菩薩雕像

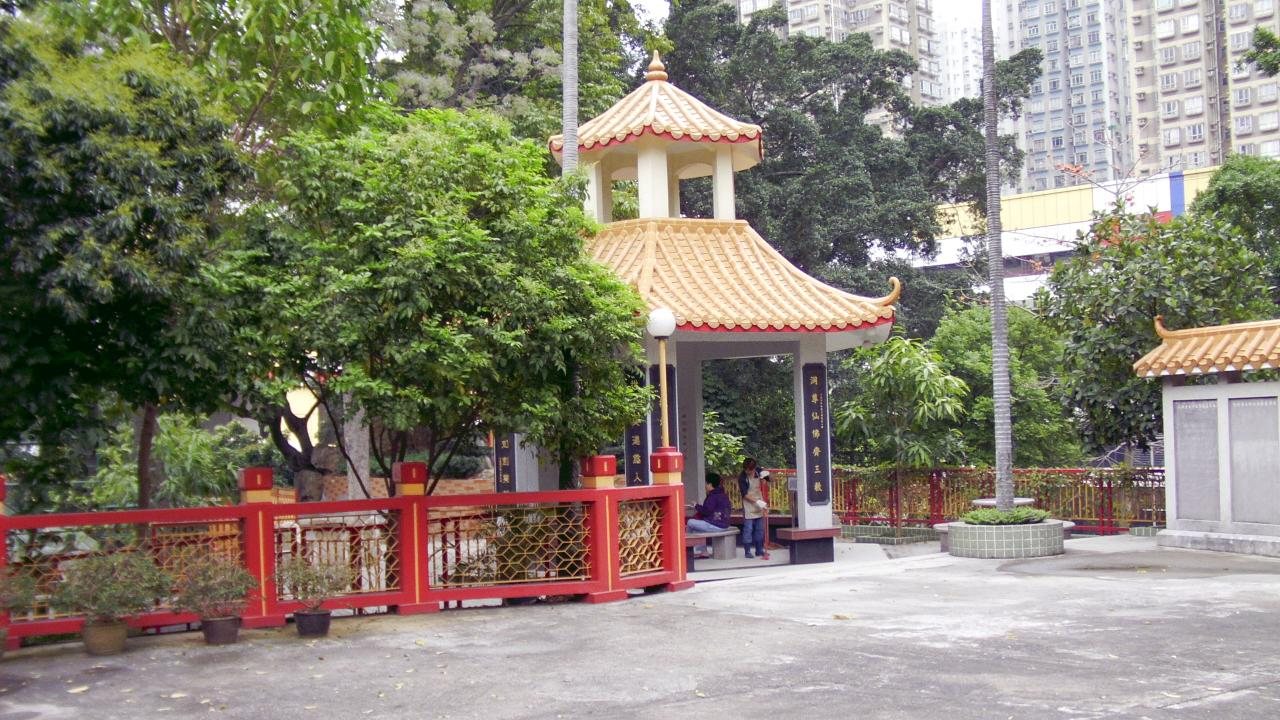
屯門善慶洞的花園

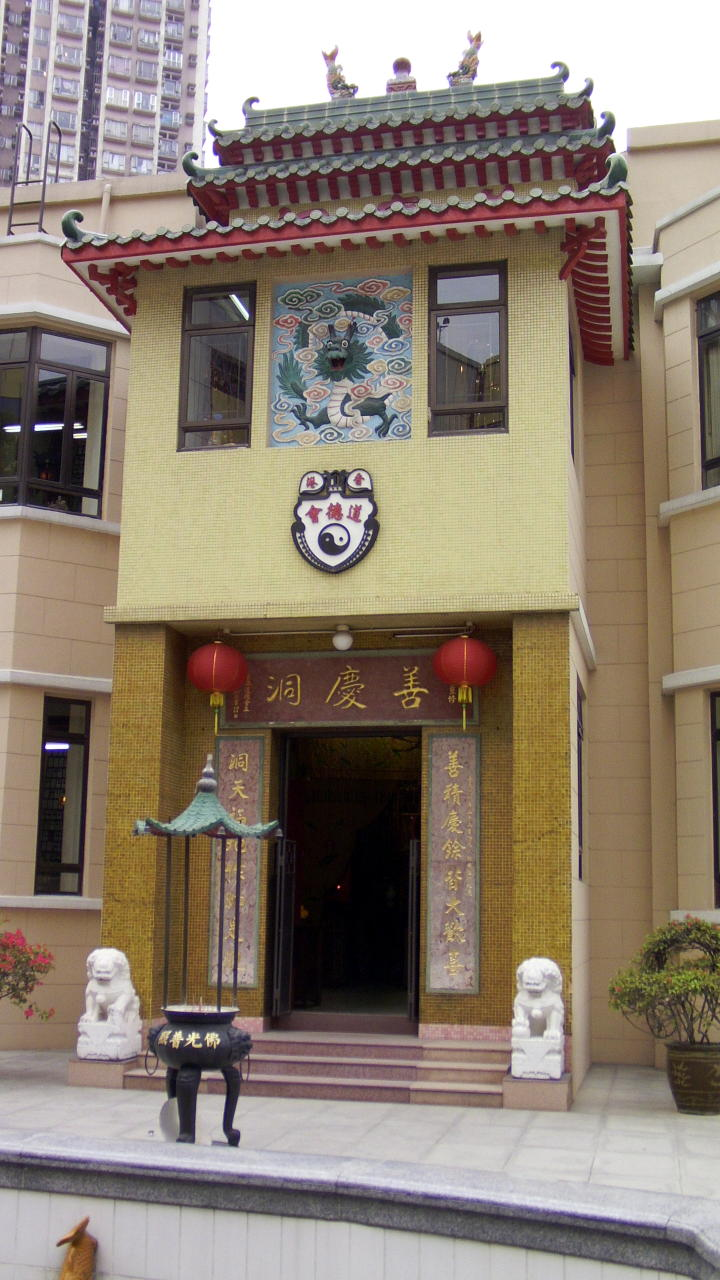
屯門善慶洞的主殿山門

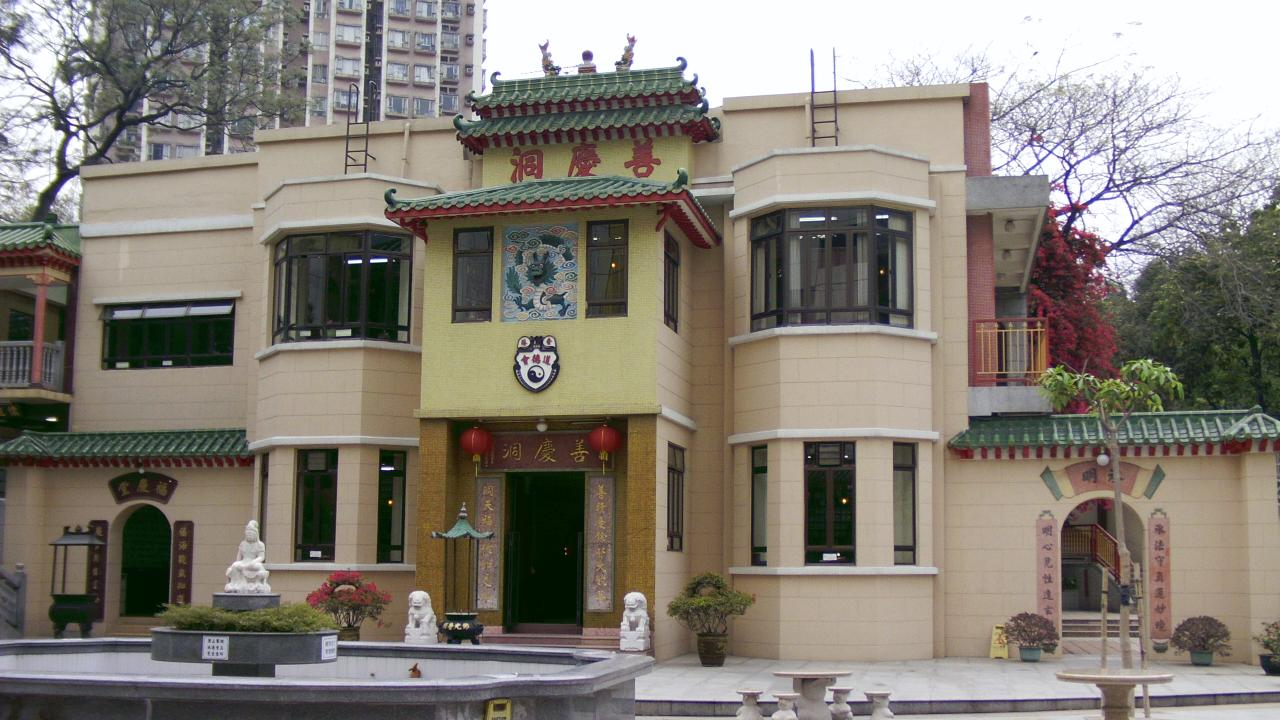
屯門善慶洞的主殿

屯門善慶洞（英語：Tuen Mun Sin Hing Tung），又名：「善慶古洞」，由香港道德會（Hong Kong Society for the Promotion of Virtue）於1931年開始營運的道教寺廟，位於香港新界屯門屯發路11號（青山公路20咪）前黃家圍旁，鄰近屯門市中心。

## 建築
- 大門牌樓：霍宗傑在2001年（辛巳）春季題的橫額：「香港道德會」；趙聿修題的對聯：「善果宜修真福地；慶雲常護小方壺。」
- 孔子雕像
- 福德祠：供奉土地神的雕像，對聯：「公享年高稱福德；地雲靈應集千祥。」
- 善慶亭：對聯一：「善根修植環瑯地；慶會聯編道德林。」對聯二：「世事靜觀知曲折；人生甘苦見真情。」
- 2010年（庚寅）修建的「道德徑」：對聯：「道貫千秋唯正氣；德孚萬物利民生。」
- 道德亭：對聯一：「道德亭中參佛偈；乾坤園內悟禪機。」對聯二：「明月一亭依綠水；斜陽半壁對青山。」
- 供奉觀世音菩薩雕像的池塘
- 善慶洞主殿：對聯：「善積慶餘皆大歡喜；洞天福地作如是觀。」

## 服務
- 骨灰靈龕、長生祿位。

## 廟宇開放時間
每天09:00-17:00。

## 外部連結
- 康樂及文化事務署轄下古物古蹟辦事處：香港道德會福慶堂 （页面存档备份，存于）